# Michaił Susłow
Michaił Andriejewicz Susłow (ros. Михаил Андреевич Суслов, ur. 8 listopada?/21 listopada 1902 we wsi Szachowskoje w guberni saratowskiej, zm. 25 stycznia 1982 w Moskwie) – działacz Komunistycznej Partii Związku Radzieckiego i polityk radziecki, dwukrotny Bohater Pracy Socjalistycznej (1962 i 1972). Sprawował kontrolę nad ideologią partii komunistycznej, propagandą i kulturą.

## Życiorys
Ukończył studia ekonomiczne w Instytucie Plechanowa w Moskwie w latach 1924–1929. Do polityki włączył się w 1931 roku, gdy został członkiem komisji kontroli nadzorującej przeprowadzenie czystek na Uralu i Ukrainie. Od 21 marca 1939 członek Centralnej Komisji Rewizyjnej WKP(b), 20 lutego 1941 roku wszedł w skład Komitetu Centralnego, a od 22 maja 1947 do śmierci był sekretarzem KC WKP(b)/KPZR. W czasie II wojny światowej nadzorował deportacje ludności z Kaukazu, a po wojnie także z Litwy. Od 16 października 1952 do 5 marca 1953 był członkiem Prezydium Politbiura i po dwóch latach od śmierci Stalina wszedł w skład ścisłej grupy rządzącej; od 12 lipca 1955 do śmierci ponownie był członkiem Prezydium/Biura Politycznego KC KPZR. Od 1937 deputowany do Rady Najwyższej ZSRR, w latach 1950–1954 członek Prezydium Rady Najwyższej ZSRR.
W 1957 roku przeciwstawił się próbie usunięcia Chruszczowa, lecz w 1964 roku poparł spisek przeciw niemu. Pozostał najbliższym współpracownikiem Leonida Breżniewa, opowiadając się za utrzymaniem twardej linii politycznej. Zmarł w 1982 roku i został pochowany na Cmentarzu przy Murze Kremlowskim.

## Odznaczenia
- Złoty Medal „Sierp i Młot” Bohatera Pracy Socjalistycznej (20 listopada 1962 i 20 listopada 1972)
- Order Lenina (pięciokrotnie, m.in. 16 marca 1940 i w 1952)
- Order Rewolucji Październikowej (1977)
- Order Wojny Ojczyźnianej I klasy
- Złoty Medal im. Karla Marksa Akademii Nauk ZSRR (1975)
- Order Georgi Dimitrowa (Ludowa Republika Bułgarii, 1977)
- Order Klementa Gottwalda (Czechosłowacka Republika Socjalistyczna, 1977)